# Teleocichla
Teleocichla es un género de peces de la familia Cichlidae, endémicos de la cuenca del Río Amazonas. Todas las especies prefieren un hábitat de aguas rápidas y movimiento constante y gran envergadura.

## Especies
- Teleocichla centisquama Zuanon & Sazima, 2002
- Teleocichla centrarchus Kullander, 1988
- Teleocichla cinderella Kullander, 1988
- Teleocichla gephyrogramma Kullander, 1988
- Teleocichla monogramma Kullander, 1988
- Teleocichla prionogenys Kullander, 1988
- Teleocichla proselytus Kullander, 1988